# Söğütlü

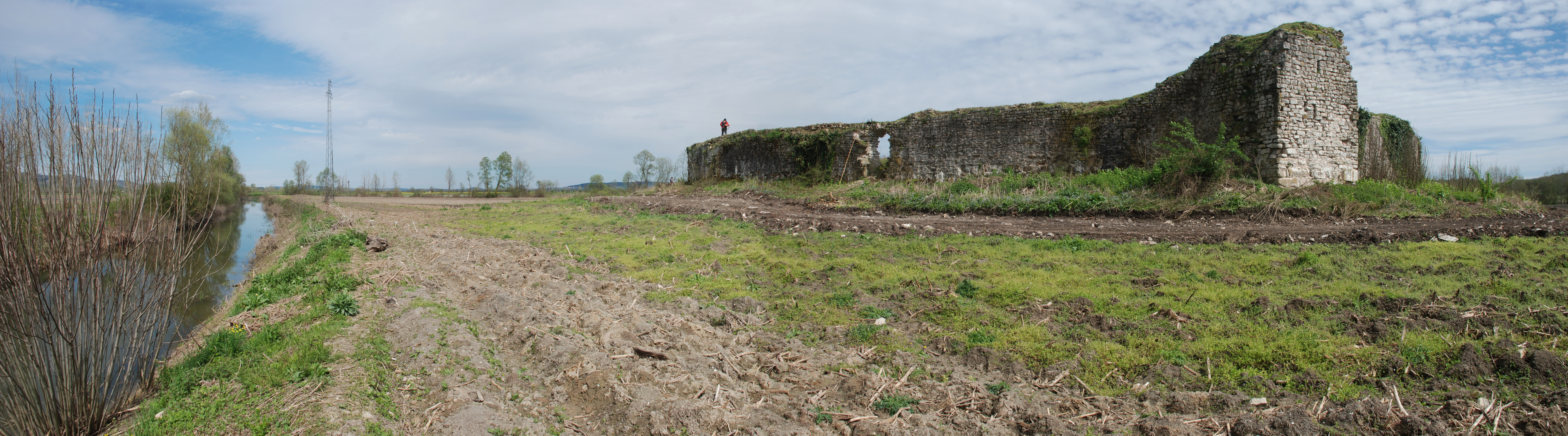
Harmantepe castle in Söğütlü district

Söğütlü là một huyện thuộc tỉnh Sakarya, Thổ Nhĩ Kỳ. Huyện có diện tích 94 km² và dân số thời điểm năm 2007 là 14115 người, mật độ 150 người/km².